# Phsar Thom Thmei
Phsar Thom Thmei là một chợ lớn được xây hình một nhà vòm năm 1937. Chợ này nằm ở thủ đô Phnôm Pênh của Campuchia.
Ngày nay, chợ này là một địa điểm thu hút khách tham quan và mua các đặc sản địa phương. Chợ có 4 cánh sơn màu vàng, là nơi bán các loại nữ trang, kim hoàn, đồ cổ, quần áo, hoa, thực phẩm, giày dép...